# Grypotes puncticollis
Grypotes puncticollis är en insektsart som beskrevs av Herrich-schaeffer 1834. Grypotes puncticollis ingår i släktet Grypotes och familjen dvärgstritar. Arten är reproducerande i Sverige. Inga underarter finns listade i Catalogue of Life.